# Макнери (окръг, Тенеси)
Окръг Макнери (на английски: McNairy County) е окръг в щата Тенеси, Съединени американски щати. Площта му е 1453 km², а населението – 24 653 души (2000). Административен център е град Селмър.